# Thierry Jonquet
Thierry Jonquet (Parijs, 19 januari 1954 – aldaar, 9 augustus 2009) was een Frans schrijver van misdaadromans met maatschappelijke en politiek thema's, hetgeen ongebruikelijk is in dit genre.
Jonquet werd het boegbeeld van de Franse nieuwe "roman noir", waarbij het verplichte "noir"-element in de verhalen erg donker is. Zijn romans zijn in de werkelijkheid verankerd en bevatten dikwijls politieke satire en sociale kritiek. Zijn bekendste roman buiten Frankrijk is Mygale (2003) en werd in het Engels gepubliceerd onder de titel Tarantula (2005). Jonquet schreef in totaal meer dan 20 romans, waaronder Le bal des débris, Moloch en Rouge c'est la vie, waarin hij vertelt over zijn verleden bij de Franse politieke partij Lutte Ouvrière, de "Ligue communiste révolutionnaire" en "Ras l'front". Tarantula werd bewerkt voor de film La piel que habito van de Spaanse regisseur Pedro Almodóvar. Verder schreef hij jeugdboeken en talloze bijdragen in diverse boeken en tijdschriften.

## Pseudoniemen
- Thierry Jonquet schreef drie romans onder het pseudoniem Ramon Mercader, de naam van de moordenaar van Leon Trotski.
- Onder de collectieve schuilnaam Martin Eden bewerkte Thierry Jonquet in 1989 een aantal afleveringen uit de Franse tv-reeks David Lansky, met Johnny Hallyday in de rol van politiecommissaris, tot romans.